# Wereldkampioenschap voetbal vrouwen onder 20
Het wereldkampioenschap Voetbal vrouwen onder 20 is een tweejaarlijks voetbaltoernooi voor nationale elftallen van vrouwen tot 20 jaar, onder auspiciën van de FIFA. Landen kunnen zich voor dit toernooi kwalificeren via jeugdtoernooien die binnen de zes confederaties die onder de FIFA vallen worden georganiseerd. Voor Europese deelnemers is dit het Europees kampioenschap voetbal vrouwen onder 19.

## Winnaars
| Jaar         | Gastland            | Finale                             | Finale                             | Finale                             | Wedstrijd voor derde plaats        | Wedstrijd voor derde plaats        | Wedstrijd voor derde plaats        |
| Jaar         | Gastland            | Kampioen                           | Uitslag                            | Verliezend finalist                | Derde plaats                       | Uitslag                            | Vierde plaats                      |
| ------------ | ------------------- | ---------------------------------- | ---------------------------------- | ---------------------------------- | ---------------------------------- | ---------------------------------- | ---------------------------------- |
| 2002 Details | Canada              | Verenigde Staten                   | 1 – 0 GG                           | Canada                             | Duitsland                          | 1 – 1 (4 – 3) n.s.                 | Brazilië                           |
| 2004 Details | Thailand            | Duitsland                          | 2 – 0                              | China                              | Verenigde Staten                   | 3 – 0                              | Brazilië                           |
| 2006 Details | Rusland             | Noord-Korea                        | 5 – 0                              | China                              | Brazilië                           | 0 – 0 (6 – 5) n.s.                 | Verenigde Staten                   |
| 2008 Details | Chili               | Verenigde Staten                   | 2 – 1                              | Noord-Korea                        | Duitsland                          | 5 – 3                              | Frankrijk                          |
| 2010 Details | Duitsland           | Duitsland                          | 2 – 0                              | Nigeria                            | Zuid-Korea                         | 1 – 0                              | Colombia                           |
| 2012 Details | Japan               | Verenigde Staten                   | 1 – 0                              | Duitsland                          | Japan                              | 2 – 1                              | Nigeria                            |
| 2014 Details | Canada              | Duitsland                          | 1 – 0                              | Nigeria                            | Frankrijk                          | 3 – 2                              | Noord-Korea                        |
| 2016 Details | Papoea-Nieuw-Guinea | Noord-Korea                        | 3 – 1                              | Frankrijk                          | Japan                              | 1 – 0                              | Verenigde Staten                   |
| 2018 Details | Frankrijk           | Japan                              | 3 – 1                              | Spanje                             | Engeland                           | 1 – 1 (4 – 2) n.s.                 | Frankrijk                          |
| 2020 Details | Costa Rica          | Afgelast vanwege COVID-19 pandemie | Afgelast vanwege COVID-19 pandemie | Afgelast vanwege COVID-19 pandemie | Afgelast vanwege COVID-19 pandemie | Afgelast vanwege COVID-19 pandemie | Afgelast vanwege COVID-19 pandemie |
| 2022 Details | Costa Rica          | Spanje                             | 3 – 1                              | Japan                              | Brazilië                           | 4 – 1                              | Nederland                          |
| 2024 Details | Colombia            | Noord-Korea                        | 1 – 0                              | Japan                              | Verenigde Staten                   | 2 – 1                              | Nederland                          |

- GG - na golden Goal
- n.s. - na strafschoppen

## Persoonlijke prijzen

### Gouden schoen
Prijs voor de topscorer van het toernooi
| Toernooi                 | Winnaar            | Doelpunten |
| ------------------------ | ------------------ | ---------- |
| Canada 2002              | Christine Sinclair | 10         |
| Thailand 2004            | Brittany Timko     | 7          |
| Rusland 2006             | Ma Xiaoxu          | 5          |
| Chili 2008               | Sydney Leroux      | 5          |
| Duitsland 2010           | Alexandra Popp     | 10         |
| Japan 2012               | Kim Un-Hwa         | 7          |
| Canada 2014              | Asisat Oshoala     | 7          |
| Papoea-Nieuw-Guinea 2016 | Mami Ueno          | 5          |
| Frankrijk 2018           | Patricia Guijarro  | 6          |
| Costa Rica 2022          | Inma Gabarro       | 8          |
| Colombia 2024            | Choe Il-Son        | 6          |

### Gouden bal
Prijs voor de beste speler van het toernooi
| Toernooi                 | Winnaar            |
| ------------------------ | ------------------ |
| Canada 2002              | Christine Sinclair |
| Thailand 2004            | Marta              |
| Rusland 2006             | Ma Xiaoxu          |
| Chili 2008               | Sydney Leroux      |
| Duitsland 2010           | Alexandra Popp     |
| Japan 2012               | Dzsenifer Marozsán |
| Canada 2014              | Asisat Oshoala     |
| Papoea-Nieuw-Guinea 2016 | Hina Sugita        |
| Frankrijk 2018           | Patricia Guijarro  |
| Costa Rica 2022          | Maika Hamano       |
| Colombia 2024            | Choe Il-Son        |

### Gouden Handschoen
Prijs voor de beste keeper van het toernooi
| Toernooi                 | Winnaar          |
| ------------------------ | ---------------- |
| Chili 2008               | Alyssa Naeher    |
| Duitsland 2010           | Bianca Henninger |
| Japan 2012               | Laura Benkarth   |
| Canada 2014              | Meike Kämper     |
| Papoea-Nieuw-Guinea 2016 | Mylène Chavas    |
| Frankrijk 2018           | Sandy MacIver    |
| Costa Rica 2022          | Txell Font       |
| Colombia 2024            | Femke Liefting   |

### FIFA Fair Play Award
| Toernooi                 | Winnaar          |
| ------------------------ | ---------------- |
| Canada 2002              | Japan            |
| Thailand 2004            | Verenigde Staten |
| Rusland 2006             | Noord-Korea      |
| Chili 2008               | Verenigde Staten |
| Duitsland 2010           | Zuid-Korea       |
| Japan 2012               | Japan            |
| Canada 2014              | Canada           |
| Papoea-Nieuw-Guinea 2016 | Japan            |
| Frankrijk 2018           | Japan            |
| Costa Rica 2022          | Japan            |
| Colombia 2024            | Japan            |